# Чапаєв (фільм)
«Чапаєв» (рос. «Чапаев») — радянський художній фільм 1934 року. На I Московському кінофестивалі 1935 року, головою журі якого був Сергій Ейзенштейн, творці «Чапаєва» отримали першу премію.

## Зміст
Чапаєв був непримиренним борцем за більшовицькі ідеї під час громадянської війни. Він став одним із символів нового укладу життя, усталеного в кривавій боротьбі. 
Ця екранізація зробила Чапаєва героєм незліченних анекдотів у СРСР.

## Альтернативні фінали
Брати Васильєви, побоюючись занадто песимістичного фіналу фільму, зняли ще два варіанти кінцівки.
1. По Лбіщенську марширують війська червоних. Поранені Анка і Петька проїжджають повз, на їхніх обличчях радість, за кадром звучать слова Чапаєва: «Щасливі, кажу, ви з Петькою. Молоді. Все життя попереду».
2. Знімався на батьківщині Сталіна, в місті Горі. У кадрі — красивий яблуневий сад, в якому Анка грає з дітьми. До них підходить Петька, він вже очолює стрілецьку дивізію. За кадром голос Чапаєва: «Ось одружитеся, працювати разом будете. Війна скінчиться, чудове буде життя. Знаєш, яке життя буде? Помирати не треба!».

Крім того, під час війни з нацистською Німеччиною був знятий агітаційний ролик «Чапаєв з нами». У ньому Чапаєв допливає-таки до протилежного берега, де червоноармійці нарікають йому: «Заждались тебе тут!». Після цього Василь Іванович виголошує промову із закликом бити ворога (фашистів) за його прикладом.

## Ролі
- Борис Бабочкін — Чапаєв
- Борис Блинов — Фурманов
- Варвара М'ясникова — Анка
- Леонід Кміт — Петька
- Іларіон Пєвцов — полковник Бороздін (у титрах як «нар.арт.республіки І. Н. Пєвцов»)
- Степан Шкурат — Потапов (Петрович), денщик Бороздіна
- В'ячеслав Волков — комбриг Єлань
- Микола Симонов — комбриг Жихарєв
- Олена Волинцева — селянка
- Борис Чирков — селянин
- Сергій Васильєв — поручик
- Георгій Жженов — Тереш
- Михайло Ростовцев — ветлікар
- Андрій Апсолон — червоноармієць
- Степан Крилов — червоноармієць
- Георгій Васильєв — офіцер з цигаркою
- Віктор Яблонський — козак-пластун (немає в титрах)
- Еміль Галь — ветфельдшер (немає в титрах)
- Костянтин Назаренко — партизан-бузотер (немає в титрах)
- Павло Лешков — співрозмовник Бороздіна (немає в титрах)

### Чапаєв
На роль Чапаєва брати Васильєви хотіли затвердити іншого актора, і стосовно цього існує кілька версій. Сам Бабочкін повинен був зіграти Петьку, але актор в міні-етюдах показав режисерам живого, відчуваючого, справжнього Чапаєва і переконав їх у своєму відповідно ролі без зовнішньої схожості з Чапаєвим.
Зі спогадів Бориса Бабочкіна:

"Про те, що мені доведеться грати Чапаєва, я тоді й не думав. Я тільки умовляв Васильєвих не робити помилки у виборі актора на цю роль … Доводячи їм непридатність деяких кандидатур, я без жодної задньої думки як аргументи висував Васильєвим такі риси цього актора, що вони просили мене спробувати грим. Я надів шапку і наклеїв вуса … "

«Чапаєвим» могли б стати:
- Микола Баталов — відмовився від ролі. Офіційна версія — через велику зайнятість, неофіційна — йому набридло зніматися у фільмах на тему Громадянської війни.
- Василь Ванін — спочатку був затверджений на роль Чапаєва.

### Петька
На роль Петьки спочатку був запрошений Яків Гудкін, але після початку зйомок стало зрозуміло, що він не підходить на цю роль.

## Цікаві факти
- «Чапаєвим» відкрився перший радянський кінофестиваль (Москва-35).
- Сталін вважав «Чапаєва» найкращим фільмом радянської кінематографії і переглянув його більше 30 разів між 1934 і 1936 роками.
- За підсумками опитування кінознавців світу (1978) фільм включений в число ста найкращих фільмів світового кіно.
- 5 листопада 1934 року в ленінградському кінотеатрі «Титан» відбулася прем'єра фільму.
- Афіш до нового фільму не було, тільки рукописні оголошення, оскільки зйомки фільму і його монтаж були закінчені всього за два тижні до прем'єри і афіші просто не встигли підготувати.
- На ранковому сеансі глядачів у залі кінотеатру було небагато, але вже на вечірній перегляд зібралася черга, потім же фільм викликав ажіотаж. У зв'язку з цим його показували одночасно в багатьох кінотеатрах Ленінграда протягом декількох тижнів.
- У ленінградському кінотеатрі «Сатурн» фільм ішов щодня впродовж двох років.
- Можливим прототипом Анки-кулеметниці була уродженка міста Красний Кут Саратовської губернії, санітарка (за іншими даними боєць розвідувального взводу) 25-ї стрілецької дивізії (згодом Чапаєвської) Марія Попова.
- Фільм був відновлений в 1968 році.
- Саме фільм «Чапаєв» довів, що сам Чапаєв народився не в Самарі, як багато хто припускав, а в Будайці. У Чебоксарський театр «Родина» на цей фільм випадково прийшли його односельці: Бабочкін так натурально зіграв Чапаєва, що один із сільських крикнув: «Так це ж наш Васька!».

## Призи та нагороди
- Перша премія «Срібний кубок» 1-го Московського міжнародного кінофестивалю в 1935 році.
- «Найкращий фільм іноземною мовою» за версією Національної ради кінокритиків США (National Board of Review) в 1935 році.
- Гран-прі Паризької Всесвітньої виставки в 1937 році.
- Сталінська премія I ступеня в 1941 році. Лауреати премії: Г. Васильєв, С. Васильєв, Б. Бабочкин.
- Бронзова медаль на кінофестивалі у Венеції в 1946 році.
- Золота медаль на третьому огляді фільмів «Лідо дельї естензі», присвяченого «Боротьбі народів за свободу і незалежність» на честь 100-річчя об'єднання Італії.

## Вплив на культуру
Під враженням від перегляду фільму, Осип Мандельштам написав в 1935 році два вірші, в яких згадується фільм і епізоди з нього.
- Чапаєв, Петька і Анка стали популярними героями безлічі анекдотів, що свідчить про дійсно всенародну любов і визнання.
- Також головні герої фільму стали героями серії комп'ютерних ігор «Петька та ВІЧ».

## Висловлювання про фільм
У чому ж сила фільму «Чапаєв»? 

Насамперед у тому, що Васильєви багато і чесно попрацювали над матеріалом, зумівши залишитися вірними історичній правді і втілити її в високохудожні образи. У «Чапаєва» показані справжні, живі люди з усіма своїми слабкостями і недоліками.

## Дати виходу на екран за кордоном
- 14 січня 1935 — США
- 24 травня 1937 — Данія
- 1945 — Польща
- 1946 — ЧССР
- 14 березня 1946 — Німеччина
- 23 травня 1946 — Австрія
- 31 жовтня 1947 — Фінляндія
- 1961 — Італія

## Міфи і помилки, народжені фільмом
1. Психічна атака каппелевців: вражаючі кадри з фільму змусили повірити в те, що така атака була насправді. Однак історики, які вивчали бойовий шлях частин Володимира Оскаровича Каппеля, не знаходять тому доказів. Частини Чапаєва і Каппеля ніколи в боях не зустрічалися один з одним — противником Волзького корпусу Каппеля в червні 1918 року була не 25-я дивізія Чапаєва, а 24-та стрілецька дивізія. 
Каппель міг використовувати цей прийом раніше, на Волзі, під час командування частинами Народної армії. Згодом, коли РККА встала на регулярну основу, такий прийом, ймовірно, не міг бути ефективним, а тому сумнівно, що він міг бути використаний в бою. Однак ця ефектна сцена підтверджує талант режисера.
2. Єдині технічні ефектні чорні мундири з аксельбантами, прапор з черепом і кістками — образ, народжений пропагандою. Форма білих бійців, показана у фільмі, була характерна не для каппелевців, а для підрозділів Марківської дивізії Добровольчої армії, діяла в складі Збройних сил півдня Росії. Протистояли Чапаєву війська, мабуть, не мали одностайного обмундирування.
3. Загибель Чапаєва: за офіційною версією, Чапаєв загинув 5 вересня 1919 біля міста Лбіщенський (нині село Чапаєв Західно-Казахстанської області Казахстану). Обставини загибелі комдива описуються по-різному. Згідно з даними проведеного по гарячих слідах розслідування, поранений Чапаєв потонув, намагаючись переплисти річку Урал. Ця версія була прийнята як офіційна і стала широко відомою завдяки фільму «Чапаєв». Однак, за іншими даними, смертельно поранений комдив був переправлений бійцями через річку на плоту, помер при переправі і був похований десь на лівому березі. Могила була загублена.

## Релізи (VHS\DVD)
У СРСР і Росії з початку 1990-х років фільм випущений на відеокасетах VHS кіновідеооб'єднанням «Крупний план». За межами Росії та за кордоном версії фільму з дубляжем і з субтитрами на різних мовах з суміжних країн випускалися різними зарубіжними відеокомпаніями на імпортних VHS (наприклад — у США англійська версія фільму випущена на VHS). Також, в Росії в 1990-і роки, фільм випускався на відеокасетах VHS студією «48 годин» та «Ленфільм-Відео». В Росії фільм відреставрований у 2001 році та вперше випущений на DVD кіновідеооб'єднанням «Крупний план» в системі звуку Dolby Digital 5.1 з російськими субтитрами.
Також фільм випущений на VHS та DVD компаніями «Майстер Тейп», «Восток В» і студією «Союз-Відео». Також випущено компанією «Ретро-клуб», в 2007 році — компанією «Магнат» зі звуком Dolby Digital 2.0. 22 січня 2009 року фільм також перевипущений на DVD компанією «Мьюзік-Трейд».